# Synonchus intermedius
Synonchus intermedius is een rondwormensoort uit de familie van de Leptosomatidae. De wetenschappelijke naam van de soort is voor het eerst geldig gepubliceerd in 1939 door Allgén.